# Bisten-en-Lorraine
Bisten-en-Lorraine (fràncic lorenès Beschten ém Loch) és un municipi francès situat al departament del Mosel·la i a la regió del Gran Est. L'any 2007 tenia 271 habitants.

## Demografia

### Població
El 2007 la població de fet de Bisten-en-Lorraine era de 271 persones. Hi havia 108 famílies, de les quals 28 eren unipersonals (20 homes vivint sols i 8 dones vivint soles), 32 parelles sense fills, 32 parelles amb fills i 16 famílies monoparentals amb fills.
La població ha evolucionat segons el següent gràfic:
Habitants censats

### Habitatges
El 2007 hi havia 124 habitatges, 117 eren l'habitatge principal de la família i 7 estaven desocupats. 111 eren cases i 12 eren apartaments. Dels 117 habitatges principals, 104 estaven ocupats pels seus propietaris, 12 estaven llogats i ocupats pels llogaters i 1 estava cedit a títol gratuït; 1 tenia una cambra, 3 en tenien dues, 6 en tenien tres, 22 en tenien quatre i 85 en tenien cinc o més. 103 habitatges disposaven pel capbaix d'una plaça de pàrquing. A 46 habitatges hi havia un automòbil i a 62 n'hi havia dos o més.

### Piràmide de població
La piràmide de població per edats i sexe el 2009 era:
| Homes | Edats   | Dones |
| ----- | ------- | ----- |
| 0     | 95 o +  | 0     |
| 0     | 90 a 94 | 0     |
| 0     | 85 a 89 | 0     |
| 0     | 80 a 84 | 0     |
| 0     | 75 a 79 | 4     |
| 4     | 70 a 74 | 8     |
| 8     | 65 a 69 | 16    |
| 8     | 60 a 64 | 0     |
| 16    | 55 a 59 | 4     |
| 4     | 50 a 54 | 4     |
| 0     | 45 a 49 | 16    |
| 16    | 40 a 44 | 12    |
| 4     | 35 a 39 | 12    |
| 24    | 30 a 34 | 4     |
| 8     | 25 a 29 | 8     |
| 0     | 20 a 24 | 8     |
| 16    | 15 a 19 | 8     |
| 8     | 10 a 14 | 8     |
| 16    | 5 a 9   | 0     |
| 12    | 0 a 4   | 4     |

## Economia
El 2007 la població en edat de treballar era de 189 persones, 138 eren actives i 51 eren inactives. De les 138 persones actives 125 estaven ocupades (69 homes i 56 dones) i 13 estaven aturades (7 homes i 6 dones). De les 51 persones inactives 20 estaven jubilades, 14 estaven estudiant i 17 estaven classificades com a «altres inactius».

### Ingressos
El 2009 a Bisten-en-Lorraine hi havia 116 unitats fiscals que integraven 278 persones, la mediana anual d'ingressos fiscals per persona era de 19.807 €.

### Activitats econòmiques
Dels 6 establiments que hi havia el 2007, 1 era d'una empresa de construcció, 2 d'empreses de comerç i reparació d'automòbils, 1 d'una empresa d'hostatgeria i restauració i 2 d'empreses classificades com a «altres activitats de serveis».
Dels 2 establiments de servei als particulars que hi havia el 2009, 1 era un guixaire pintor i 1 empresa de construcció.
L'únic establiment comercial que hi havia el 2009 era una botiga d'electrodomèstics.
L'any 2000 a Bisten-en-Lorraine hi havia 7 explotacions agrícoles.

## Poblacions més properes
El següent diagrama mostra les poblacions més properes.